# Ruciane (gromada)
Ruciane – dawna gromada, czyli najmniejsza jednostka podziału terytorialnego Polskiej Rzeczypospolitej Ludowej w latach 1954–1972.
Gromady, z gromadzkimi radami narodowymi (GRN) jako organami władzy najniższego stopnia na wsi, funkcjonowały od reformy reorganizującej administrację wiejską przeprowadzonej jesienią 1954 do momentu ich zniesienia z dniem 1 stycznia 1973, tym samym wypierając organizację gminną w latach 1954–1972.
Gromadę Ruciane z siedzibą GRN w Rucianem (obecnie w granicach miasta Ruciane-Nida) utworzono – jako jedną z 8759 gromad na obszarze Polski – w powiecie mrągowskim w woj. olsztyńskim na mocy uchwały nr 18 WRN w Olsztynie z dnia 4 października 1954. W skład jednostki weszły obszary dotychczasowych gromad Nida i Ruciane ze zniesionej gminy Ukta w tymże powiecie. Dla gromady ustalono 12 członków gromadzkiej rady narodowej.
1 stycznia 1955 gromadę Ruciane włączono do powiatu piskiego w tymże województwie.
1 stycznia 1958 gromadę Ruciane zniesiono w związku z nadaniem jej statusu osiedla.
1 stycznia 1966 osiedle Ruciane otrzymało prawa miejskie a nowe miasto otrzymało nazwę Ruciane-Nida.
1 stycznia 1973 w powiecie piskim utworzono gminę Ruciane-Nida.